# لیون (کانزاس)
لیون (به انگلیسی: Leon) شهری در ایالت کانزاس کشور ایالات متحده آمریکا است که جمعیت آن در سرشماری سال ۲۰۱۰ میلادی، ۷۰۴ نفر بوده‌است.